# Visuotinė lietuvių enciklopedija
Visuotinė lietuvių enciklopedija (VLE) ist eine 25-bändige litauische Generalenzyklopädie, die von 2001 bis 2014 von dem Mokslo ir enciklopedijų leidykla (deutsch: Wissenschafts- und Enzyklopädie-Verlags-Institut) herausgegeben wurde.
Die Enzyklopädie ist die erste Universalenzyklopädie nach der Erklärung der Unabhängigkeit von UdSSR und ersetzt die sowjetische, 13-bändige, von 1976 bis 1985 erschienene Lietuviškoji tarybinė enciklopedija. Da die VLE eine litauische Enzyklopädie ist, liegt der Schwerpunkt auf Litauen, Litauern und litauischen Themen (Personen, Organisationen, Sprache, Kultur, Volk und Sitten). Diese thematischen Artikel umfassen 20–25 % aller Artikel; so gibt es allein 6000 litauische Biografien.

## Umfang

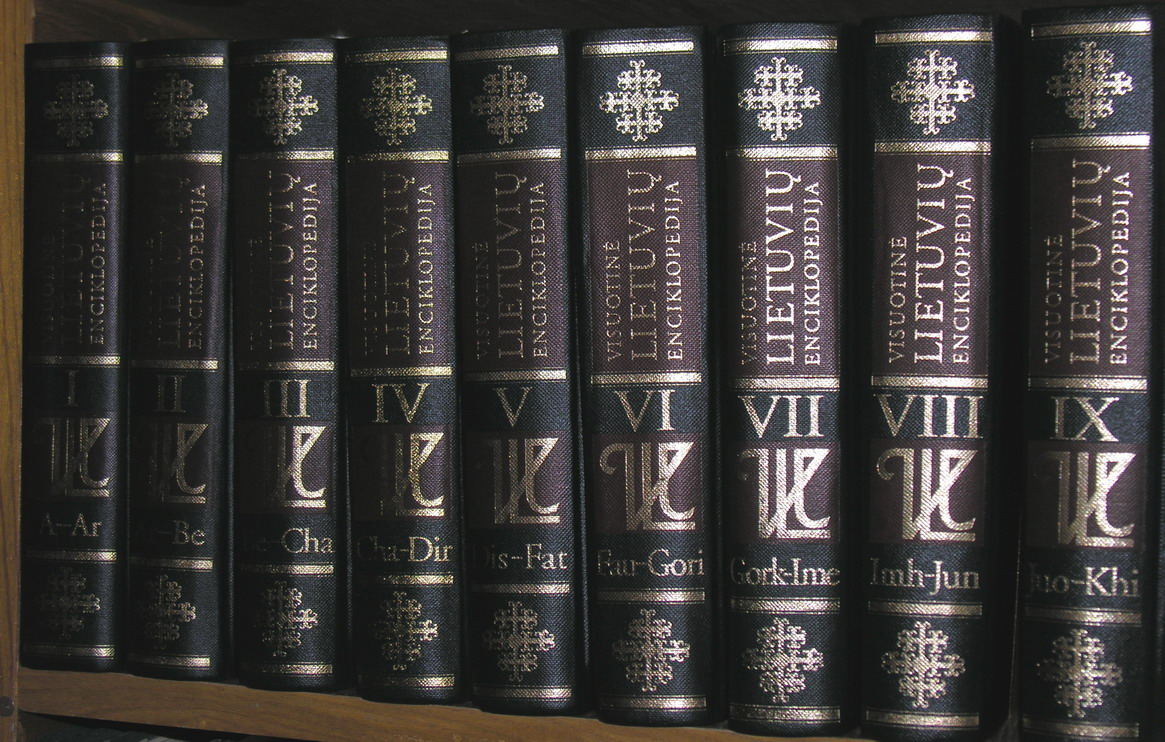
Visuotinė lietuvių enciklopedija

Die Universalenzyklopädie umfasst 25 Bände zu je 800 Seiten, insgesamt also über 18 000 Seiten.
Von 2001 bis 2014 erschienen 25 Bände:
- Bd. I, 2001, A-Arktinis oras
- Bd. II, 2002, Arktis-Beketas
- Bd. III, 2003, Beketeriai-Chakasai
- Bd. IV, 2003, Chakasija–Diržių kapinynas: 832 Seiten, 6 200 Artikel (816 lituanistische Artikel, weitere 167 Artikel haben lituanistische Inhalte; insgesamt 19,6 %), 722 Bilder, 347 Porträts, 7 Landkarten.
- Bd. V, 2004, Dis–Fatva
- Bd. VI, 2004, Fau-1–Goris
- Bd. VII, 2005, Gorkai-Imermanas
- Bd. VIII, 2005, Imhof-Junusas: 4300 Artikel (22 % – 680 Artikel – haben lituanistische Inhalte), über 670 Illustrationen, 230 Porträts, 55 Landkarten,
- Bd. IX, 2006, Juocevičius-Khiva
- Bd. X, 2006, Khmerai-Krelle
- Bd. XI, 2007, Kremacija-Lenzo
- Bd. XII, 2008, Lietuva
- Bd. XIII, 2008, Leo-„Magazyn Wileński“
- Bd. XIV, 2008, Magdalena-México
- Bd. XV, 2009, Mezas-Nagurskiai
- Bd. XVI, 2009, Naha-Omuta
- Bd. XVII, 2010, Ona-Perizonijus
- Bd. XVIII, 2010, Perk–Pražvalgos
- Bd. XIX, 2011, Preadaptacija–Reutov
- Bd. XX, 2011, Rėva–Salzuflen
- Bd. XXI, 2012, Sama–Skłodowska
- Bd. XXII, 2012, Skobelcyn–Šalavijas
- Bd. XXIII, 2013, Šalcinis–Toliušis
- Bd. XXIV, 2014, Toljatis–Venizelas
- Bd. XXV, 2014, Venk–Žvo

2015 erschien ein Registerband.

## Autoren, Redaktionen, Leitung
Am Entstehen der VLE wirken über 2 957 Autoren in acht Fachredaktionen mit. Über das Gesamtwerk wachte die Litauische Akademie der Wissenschaften und ein wissenschaftlicher Rat aus 23 bis 25 Wissenschaftlern, der von Zenonas Rokus Rudzikas geleitet wurde. Die einzelnen Redaktionen und ihr ungefährer Anteil an der Enzyklopädie sind:
1. Philosophie, Theologie und Philologie (12 %)
2. Kunstwissenschaft (13 %)
3. Weltgeschichte (13 %)
4. Litauische Geschichte (9 %)
5. Sozialwissenschaften (9 %)
6. Biologie und Medizin (13 %)
7. Geographie und Geologie (13 %)
8. Physik und Technologie (18 %)

## Ausgabe
- Visuotinė lietuvių enciklopedija. Vilnius: Mokslo ir enciklopedijų leidybos institutas, 2001–2014. ISBN 5-420-01486-6